# Cornelis Dusart
Pour les articles homonymes, voir Dusart.
Cornelis Dusart, ou en français Corneille Dusart, est un peintre, dessinateur et graveur néerlandais, né en 1660 à Haarlem où il est mort en 1704.

## Biographie
Né le 24 avril 1660 à Haarlem, Cornelis est le  fils de Joan du Sart, organiste de la Cathédrale Saint-Bavon. Il est l'élève d'Adriaen van Ostade qui a une forte influence sur lui, car ce dernier peint des scènes de la vie quotidienne rurale, des tavernes, des plaisirs champêtres et se confine dans la caricature et le pastiche avec un humour prononcé. Ostade, à la fin de sa vie, lui confie ses tableaux inachevés pour les terminer. C'est alors que Cornelis développe un style plus personnel et plus raffiné. Il est également sous l'influence de Jan Steen dont le style lui inspire des expressions exagérées, des gestes et des accoutrenments. 
Les représentations de Dusart de paysans exubérants ou de beuveries ne sont pas des leçons de morale sur le vice, mais sont plutôt comme une forme de comédie. À sa mort, Dusart avait acquis une remarquable collection de tableaux exécutés par des artistes italiens et néerlandais qui l'ont inspiré,.
En 1679, il devient un membre de la Guilde de Saint-Luc locale puis doyen de la Guilde en 1692. 
Peu de détails de sa vie sont connus, Dusart ne se marie pas et vit les onze dernières années de existence en compagnie de ses deux tantes, et meurt le 1er octobre 1704 à Haarlem. 
Au XIXe siècle, ses fleurs sont très estimées, ses dessins originaux qui restent toujours satiriques ainsi que ses eaux-fortes, où il excelle le plus, sont aussi recherchées que ses tableaux.

## Œuvre
Les chefs-d'œuvre de Dusart sont surtout présents dans les musées d'Amsterdam (Marché aux poissons), de Dresde et de Saint-Pétersbourg. Les toiles d'Adriaen van Ostade retouchées par Cornelis Dusart sont, de fait, parfois difficiles à attribuer. Enfin, il ne faut pas le confondre avec Christian Dusart, un autre peintre d'Amsterdam.

### Peinture
- Marchand de lait, 1679, huile sur bois, musée de Dresde[7] ;
- Fumeur à la pipe, assis, huile sur bois de chêne[8] ;
- Réjouissance, 1685, huile sur bois, Museum Sheffield[9] ;
- La Dispute, 1697, musée de Dresde ;
- Danse de paysans, musée de Leipzig.

Quelques peintures de Cornelis Dusart
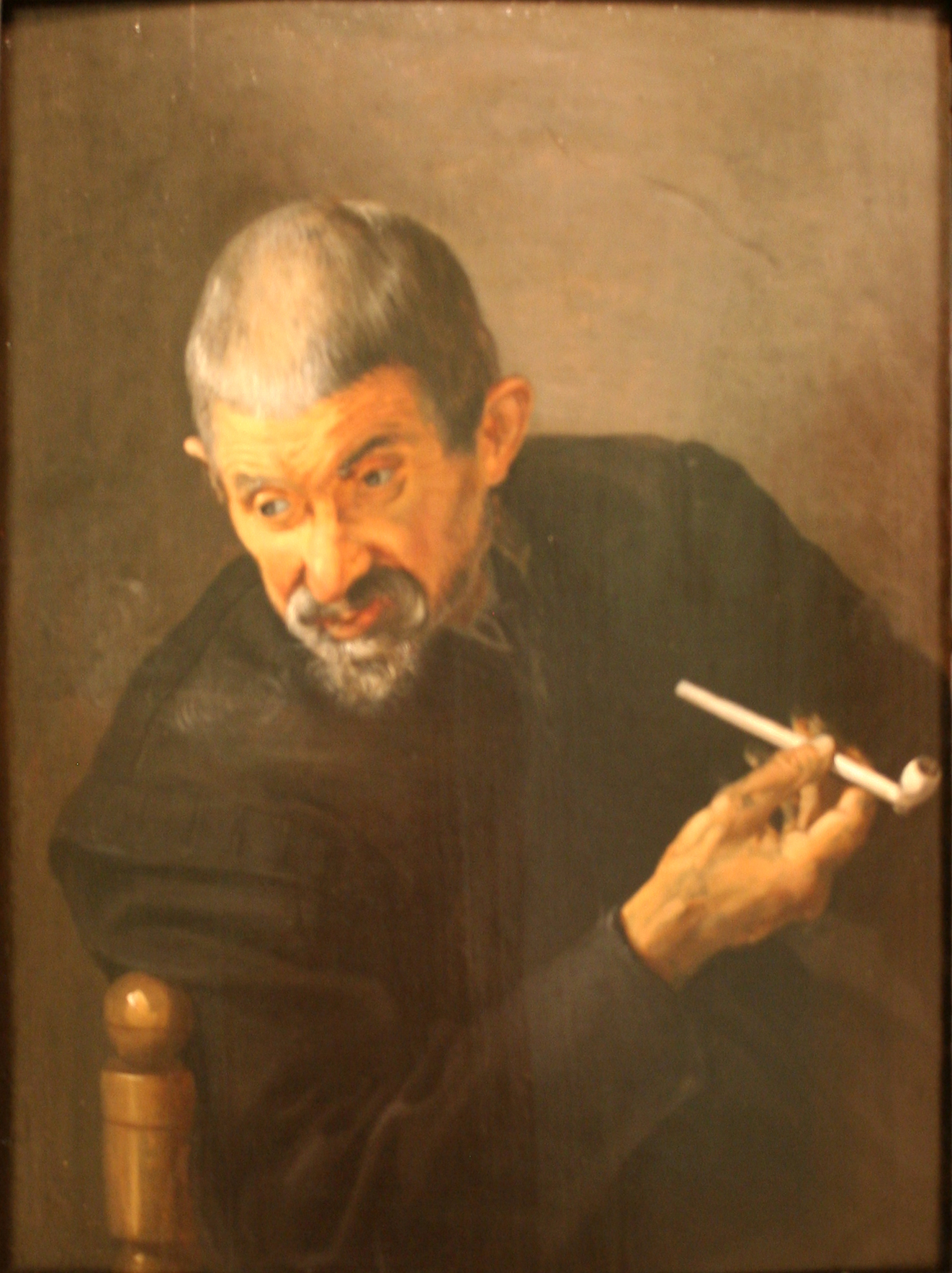
Fumeur à la pipe
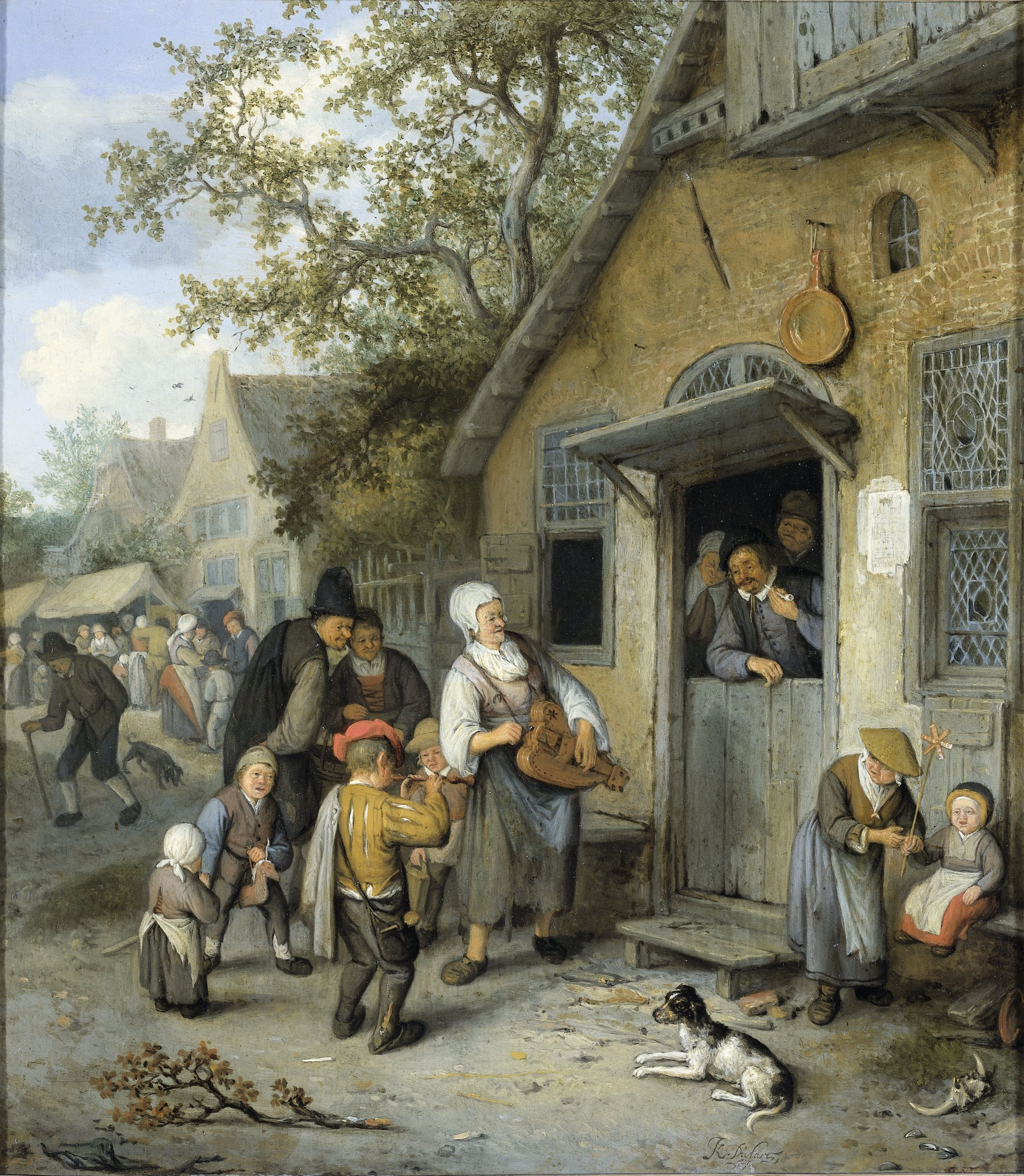
Kermesse au village
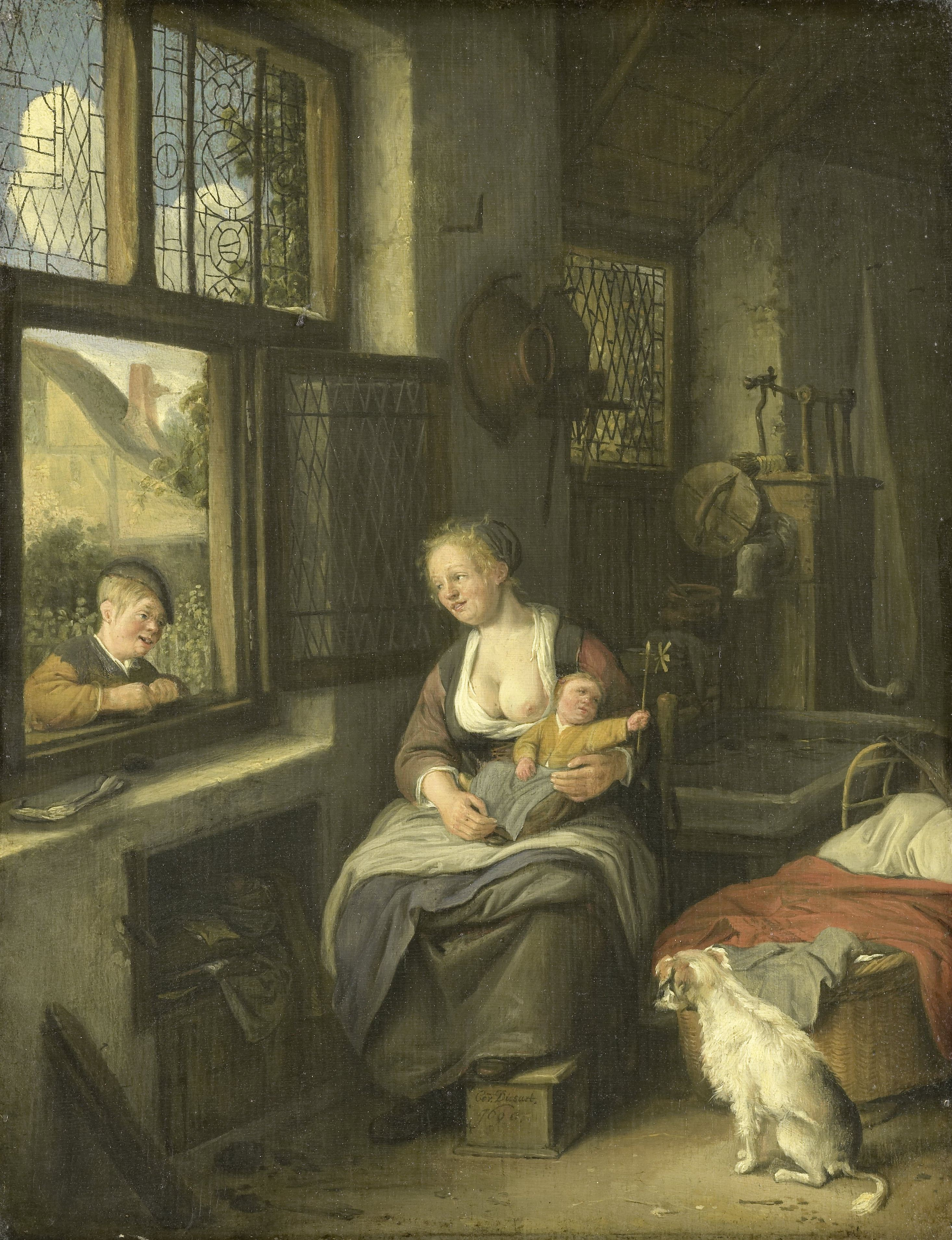
Mère et son enfant (1690)
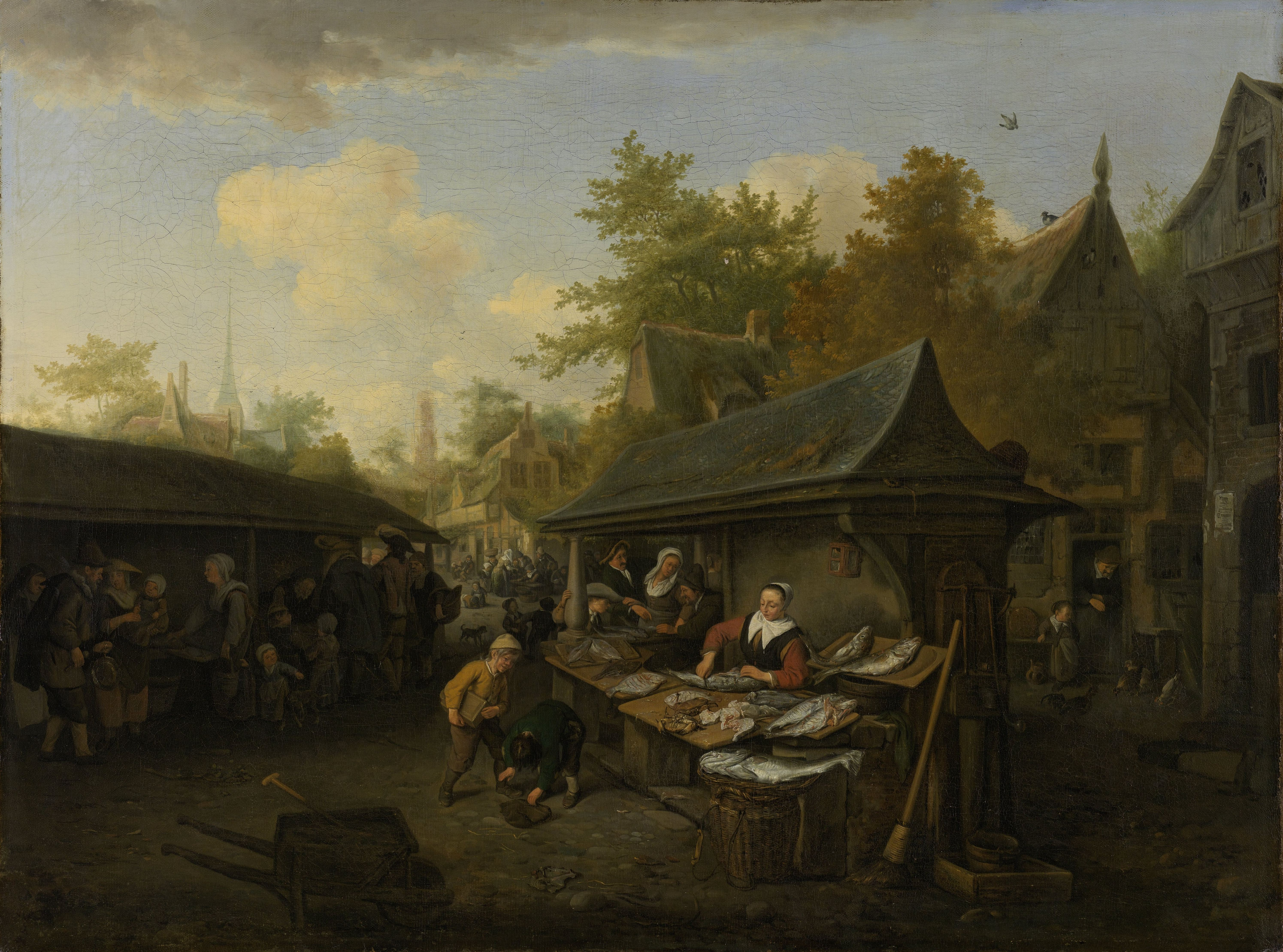
Marché aux poissons (1683)
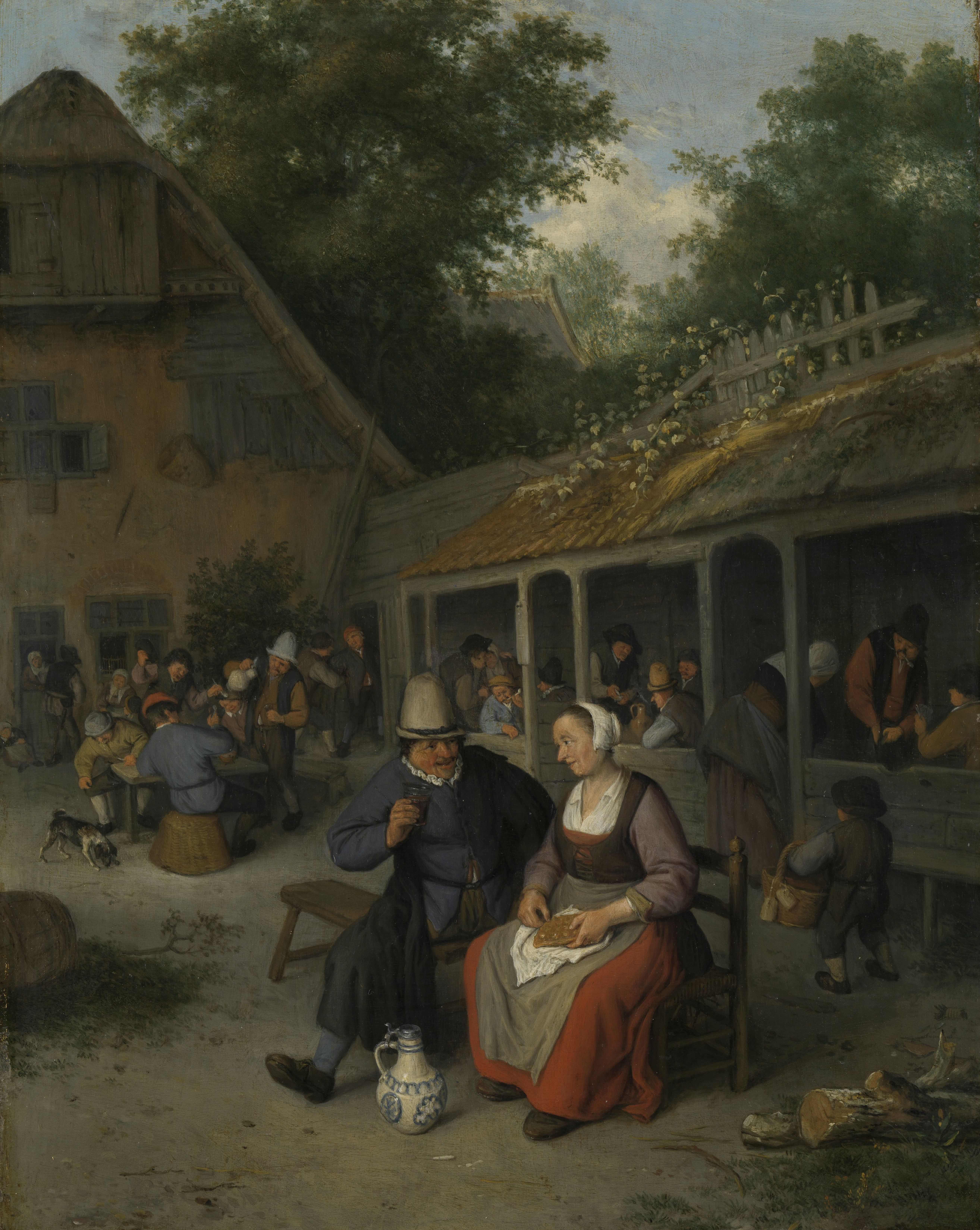
Country Inn, huile sur bois (1690)
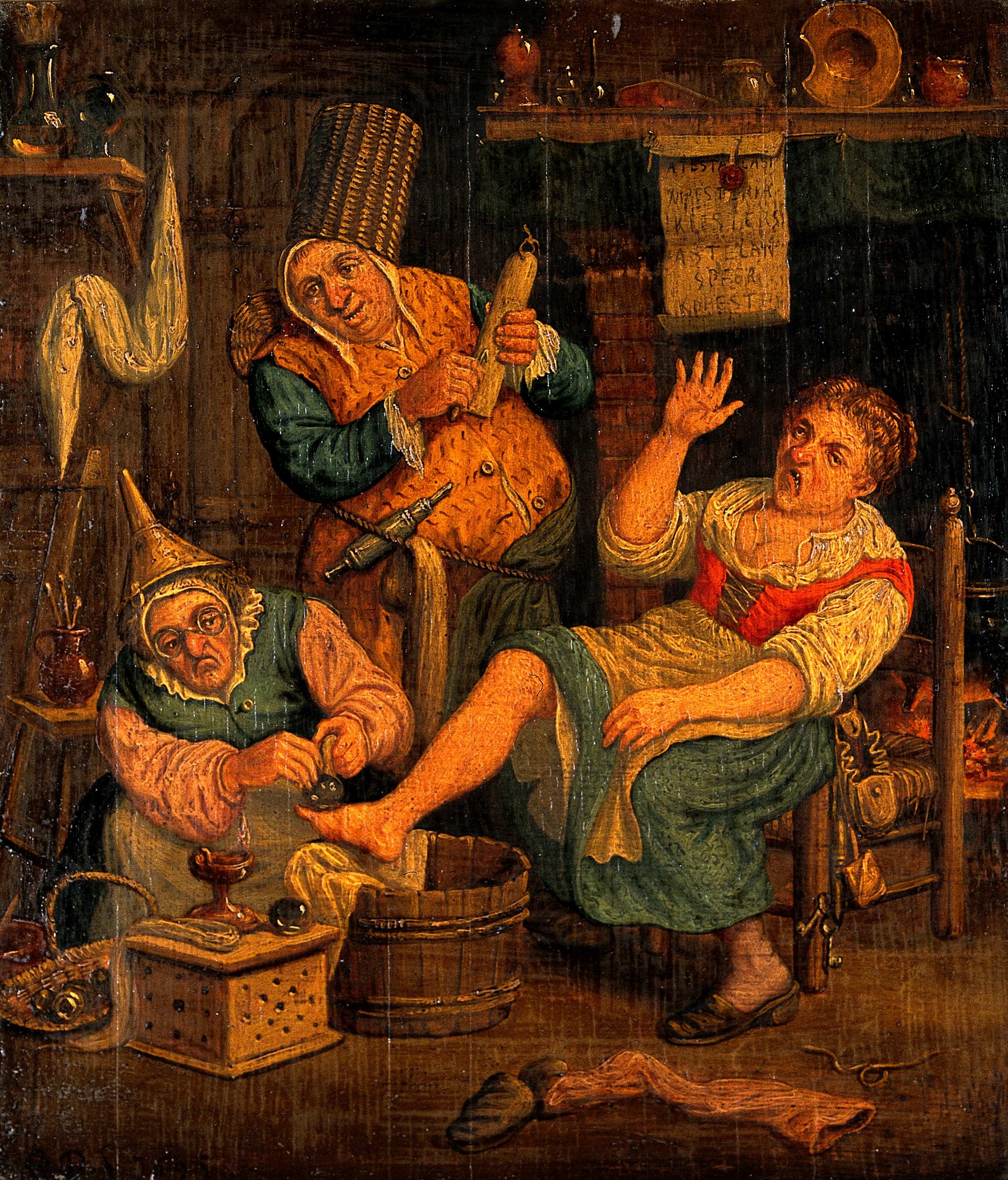
femme chirurgien et son assistante

### Dessin
- Le Maître d'école, dessin à l'encre brune et lavis gris[10] ;
- Rustres autour d'une table, dessin non daté, encre brune, lavis gris et craie[11] ;
- Joueurs de Tric Trac sous une tonnelle, 1673, encre brune et lavis brun[12] ;
- Femme rasant un homme, dessin.

Quelques dessins de Cornelis Dusart
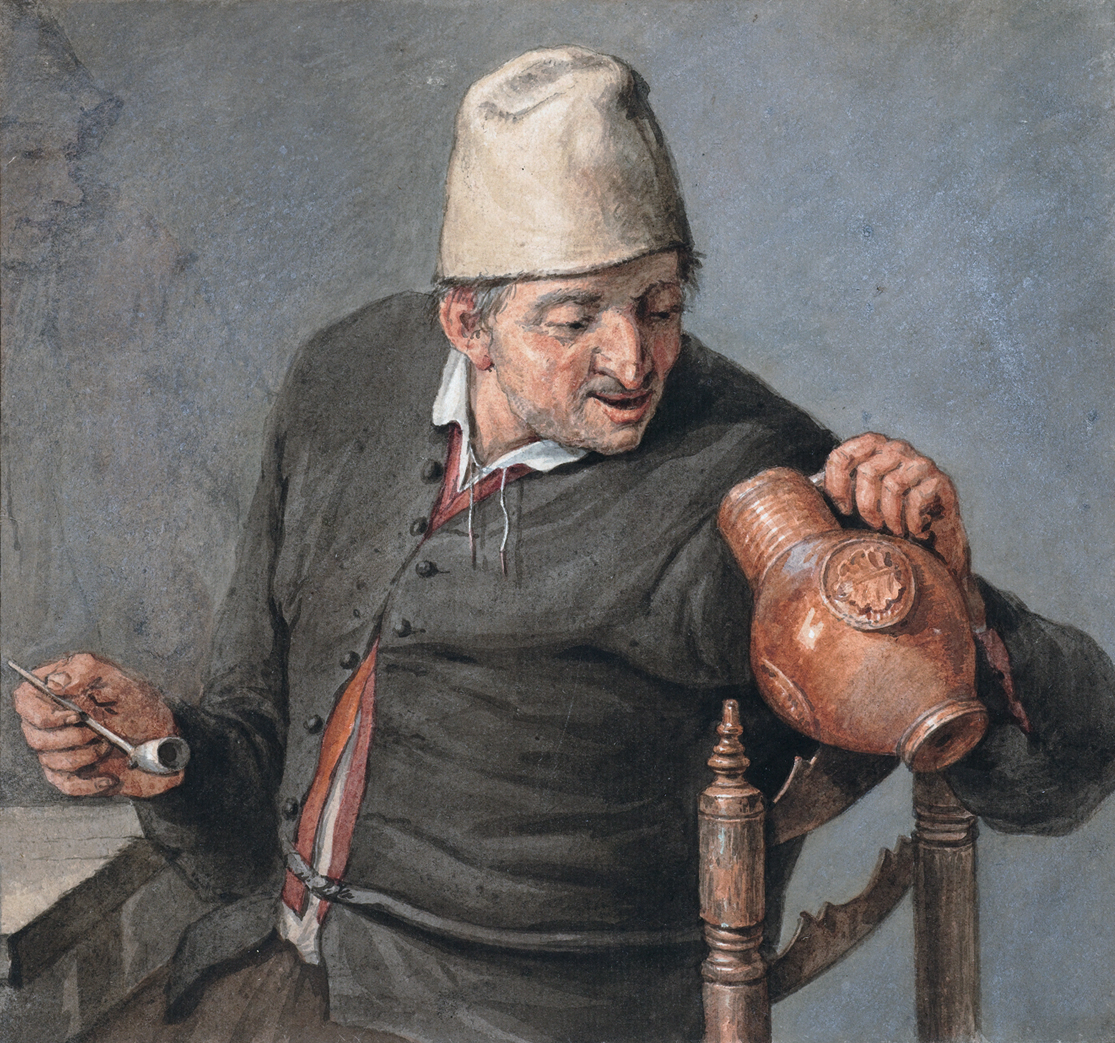
Fumeur regardant une vase de grès
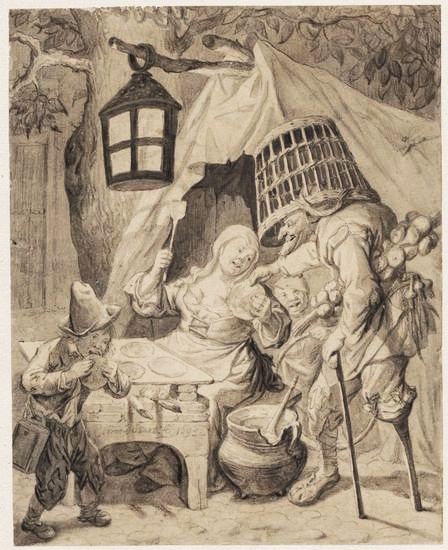
Allégorie du goût, fusain et lavis (1693)
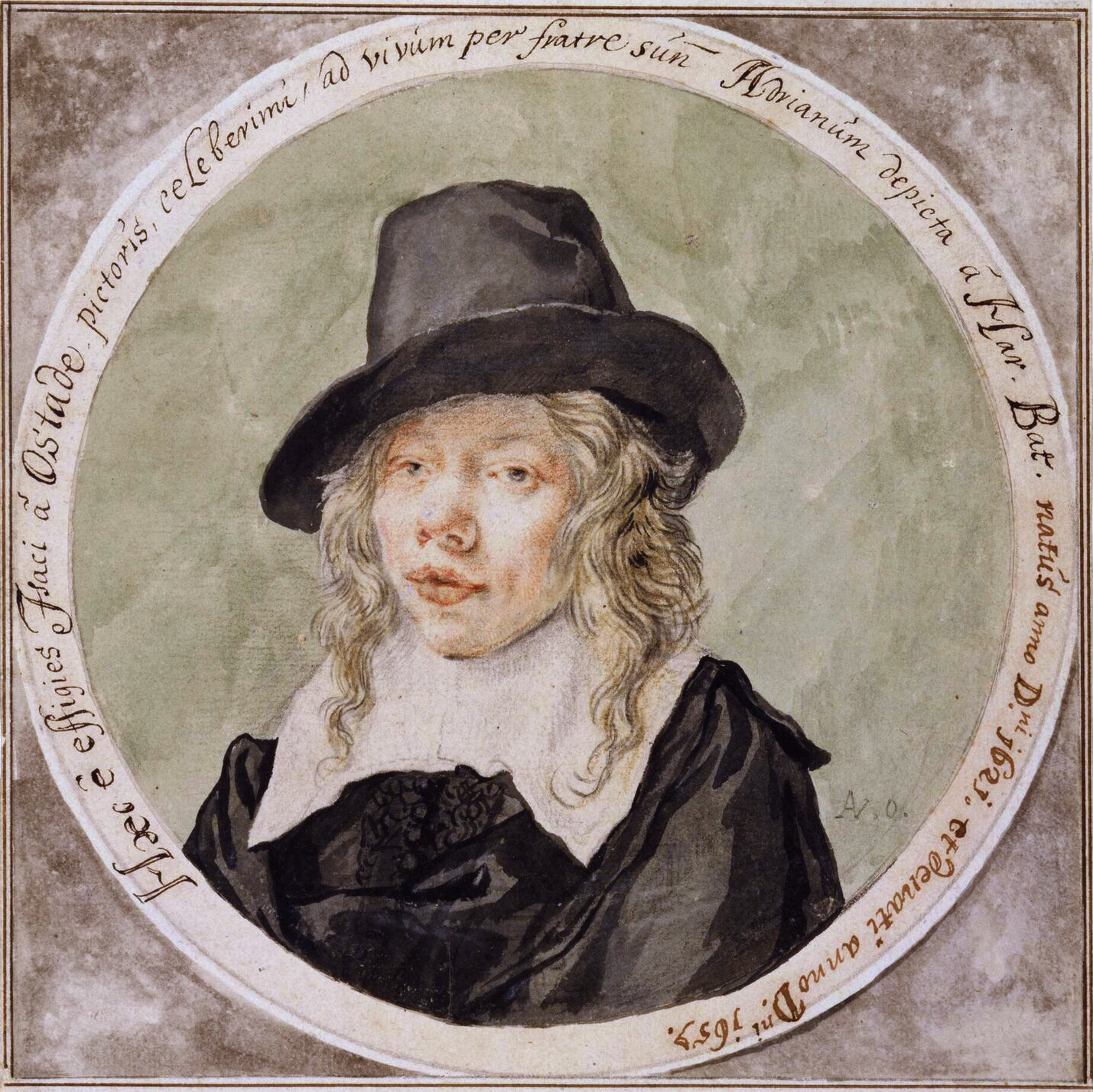
Isaac van Ostade, craie noire et rouge, gouache
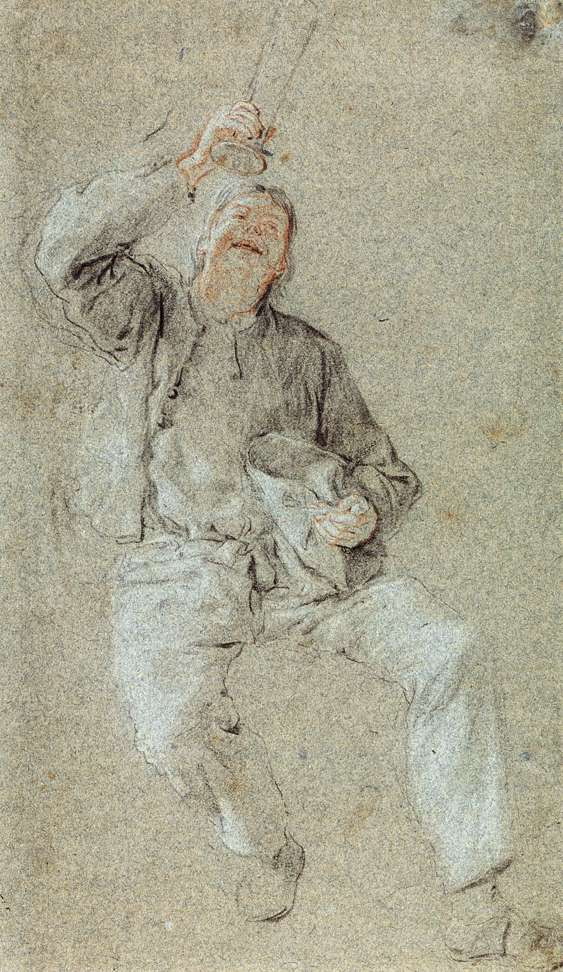
Jeune homme levant un verre (1680)

### Gravure
- Chien dansant, 1685[13] ;
- Les deux chanteurs, eau-forte, 1685 ;
- La Vieillesse gravure de la série Les Quatre Âges de la vie humaine[14] ;
- La Fête au village[15] ;
- Le Cordonnier renommé, eau-forte, Musée du Louvre[16].

Quelques gravures de Cornelis Dusart
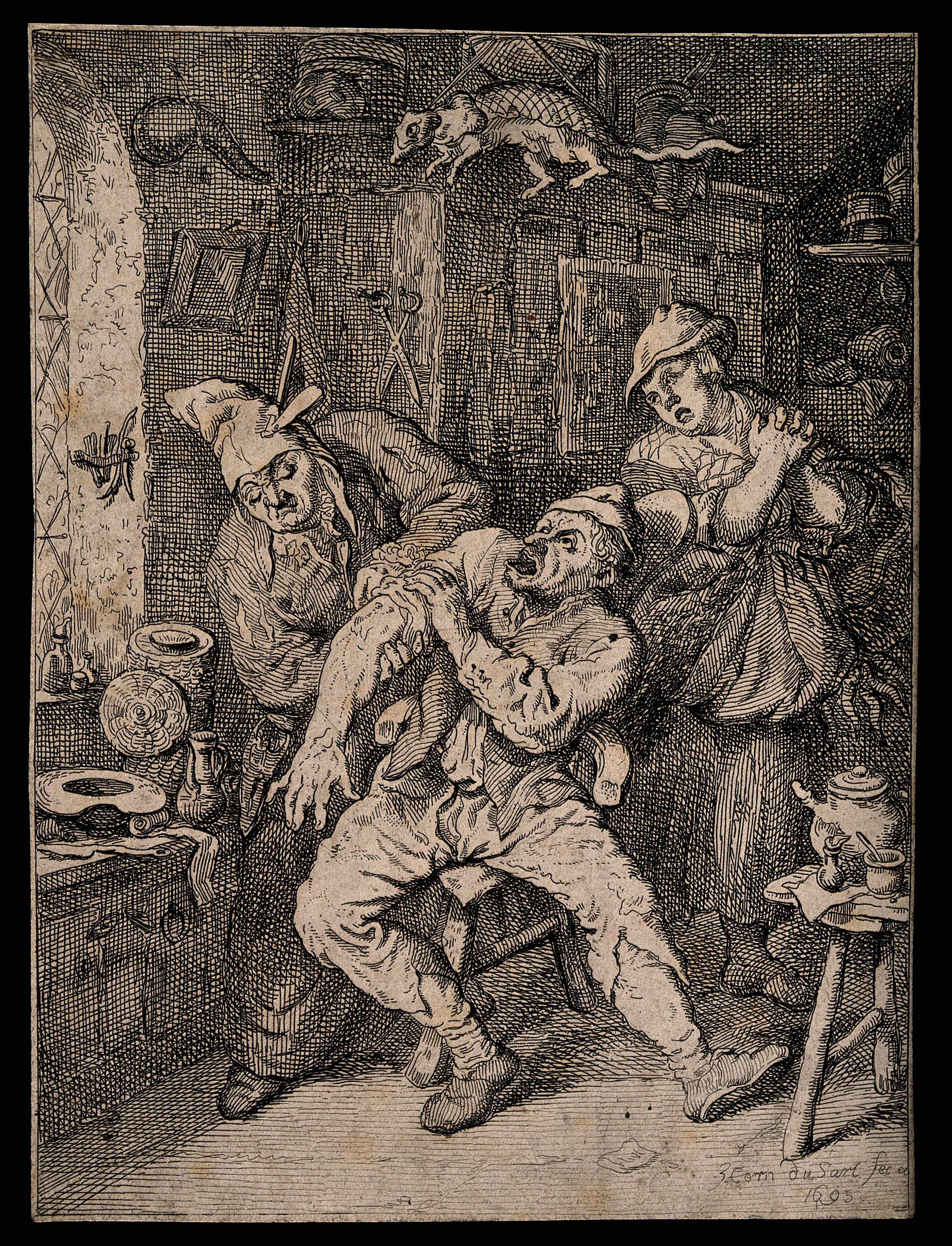
Chirurgienne soignant un patient
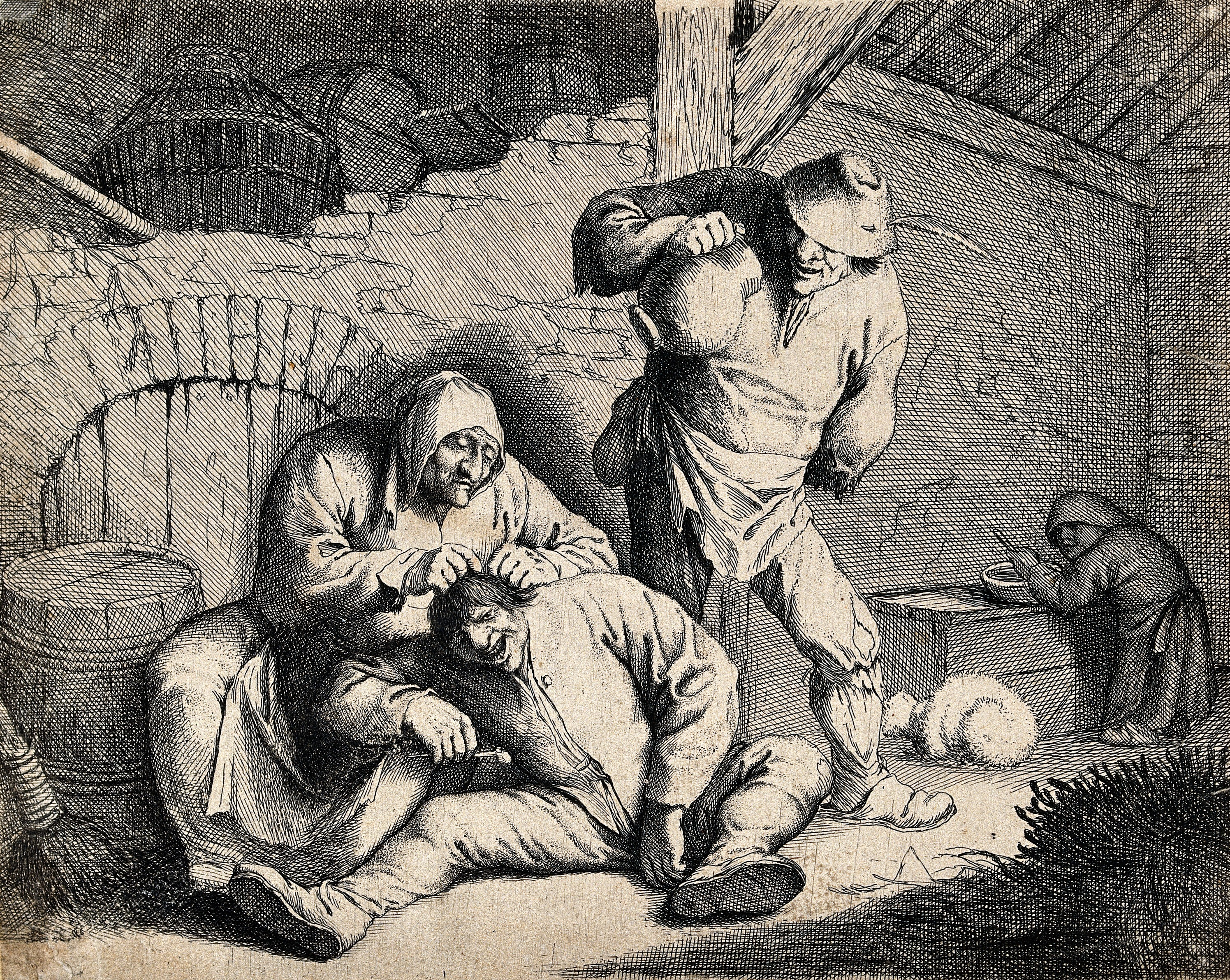
Vieille femme enlevant les puces d'une tête
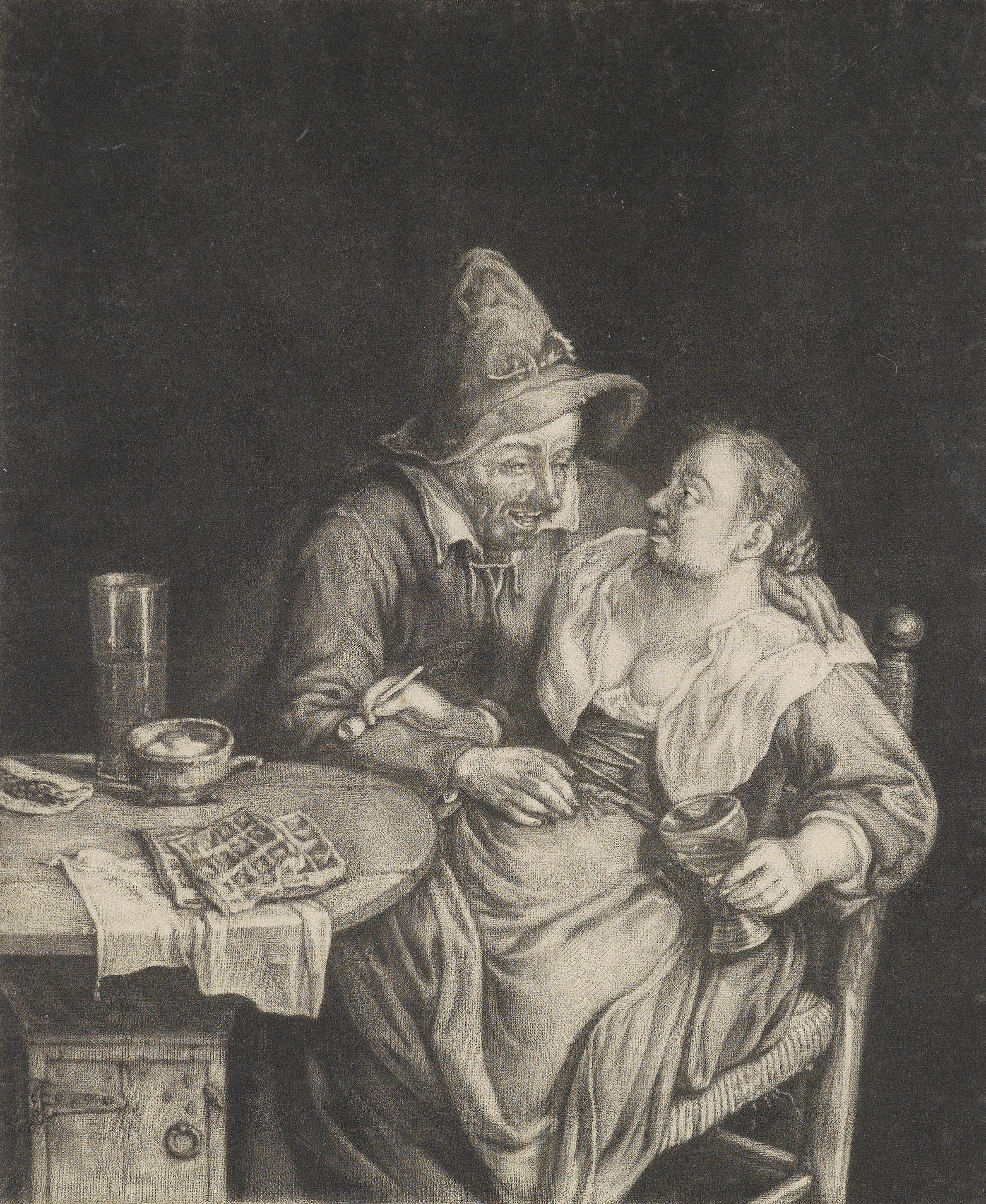
Couple d'amoureux, gravure noire (1690)
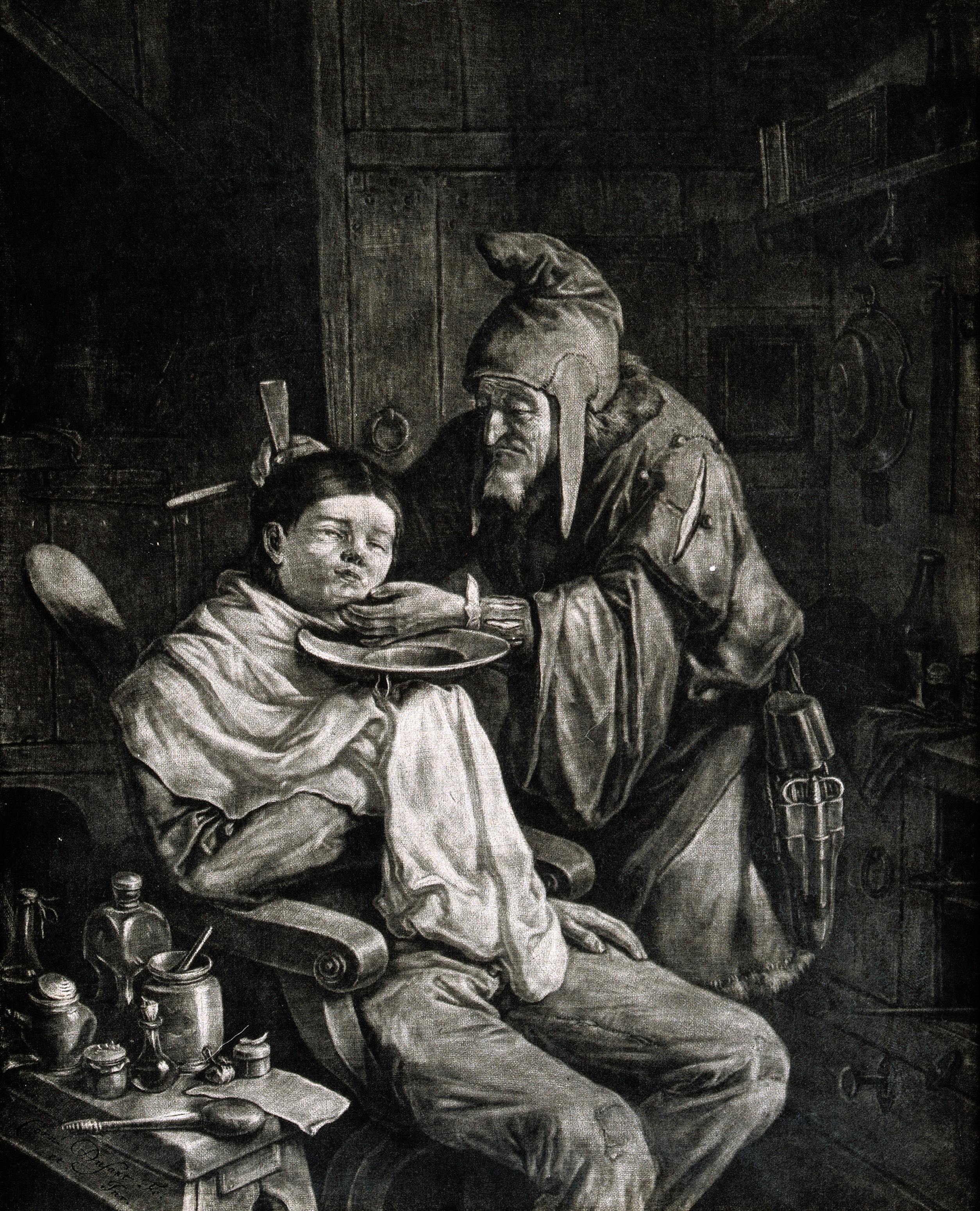
Vieux barbier rasant un jeune homme
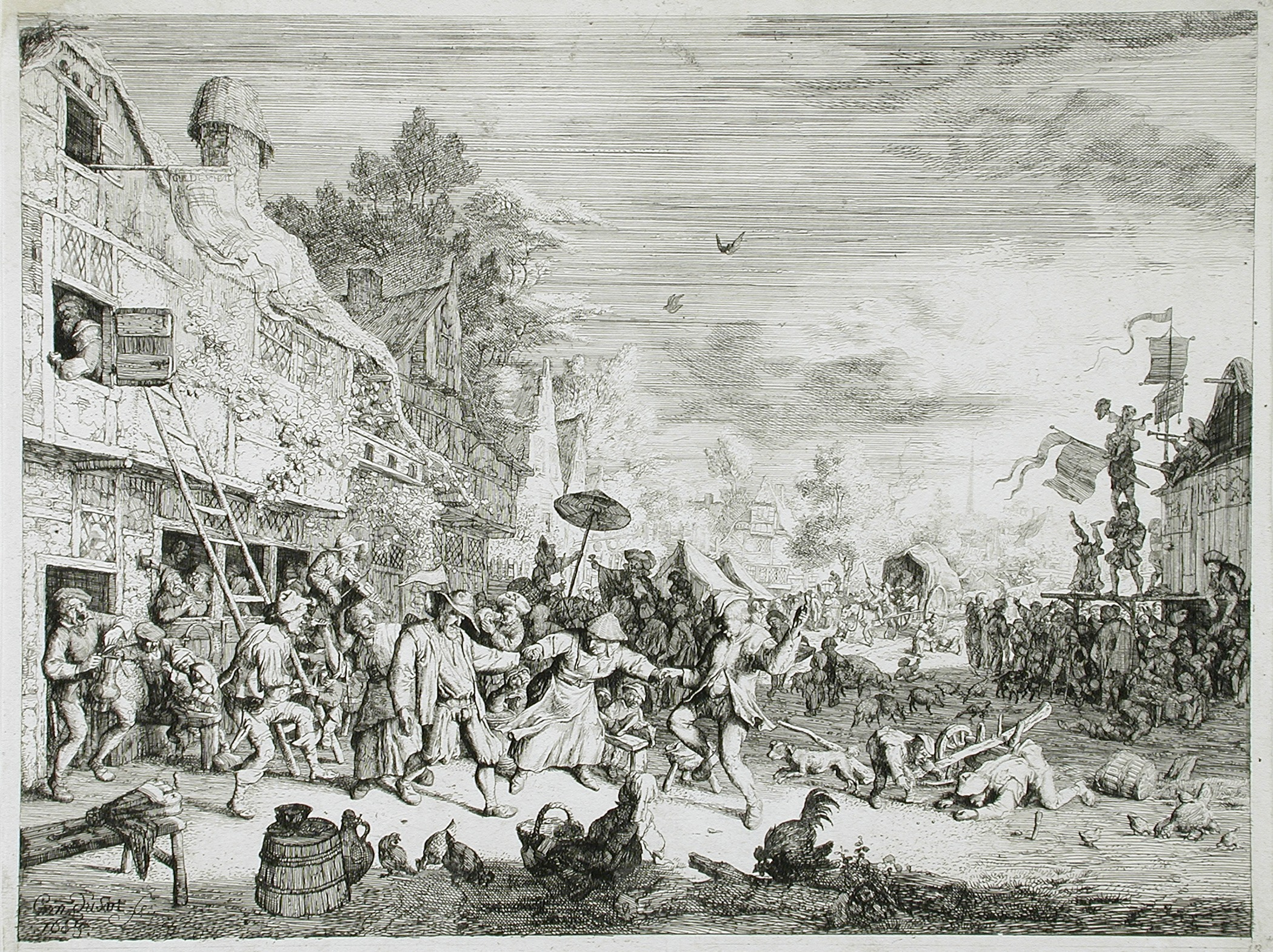
Fête au village
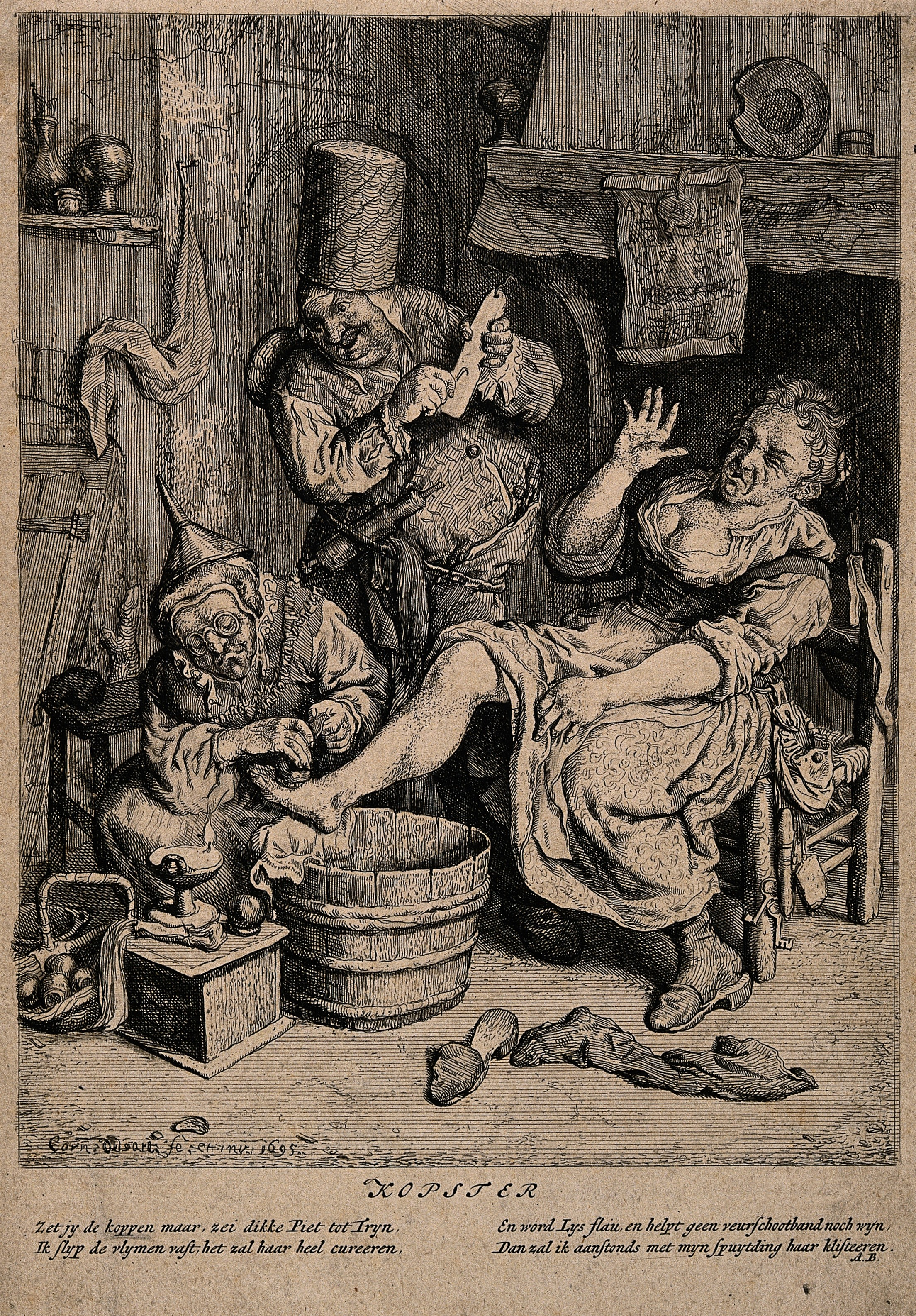
Chirurgienne posant des ventouses

### Illustration
Les opposants et les ennemis de Louis XIV dénoncent la politique qu'il mène dans un célèbre ouvrage Les Héros de la Ligue (Amsterdam, 1691) dans lequel paraissent 16 caricatures des acteurs de la répression contre les protestants en France. Ces images en manière noire bien qu'anonymes, sont attribuées à Cornelis Dusart, Jacob Gole et d'autres. Elles sont souvent copiées au burin. Ces iconographies satiriques et critiques participent à l'Image noire de Louis XIV.
- Les Héros de la Ligue ou la procession monacale conduite par Louis XIV pour la conversion des protestants de son royaume, Anonyme mais de Cornelis Dusart et Jacob Gole, manière noire, 1691[20] ;
- Le roi de France. L'homme immortel Chef de la Ste Ligue, Anonyme mais de Cornelis Dusart et Jacob Gole, manière noire, 1691 avec un poème[N 1] ;
- Le Père La Chaise. Très habile confesseur, Anonyme mais de Cornelis Dusart et Jacob Gole, manière noire, 1691 ;
- Madame de Maintenon veuve de Scarron, Anonyme mais de Cornelis Dusart et Jacob Gole, manière noire, 1691 ;
- Louvois. Exécuteur des ordres de la Sainte Ligue, Anonyme mais de Cornelis Dusart et Jacob Gole, manière noire, 1691 ;
- Le Renversement de la morale chrétienne par les désordres du Monachisme, pamphlet illustré par 51 figues grotesques de Cornelis Dusart et Jacob Gole, Amsterdam, 1691[21].